# هانا نیومن (سیاستمدار)
هانا نیومن (آلمانی: Hannah Neumann؛ تلفظ آلمانی: [ˈhana ˈnɔɪ̯man]، هانا نویْمان؛ ۳ آوریل ۱۹۸۴) سیاستمدار آلمانی از حزب اتحاد ۹۰/سبزها است که از سال ۲۰۱۹ به‌عنوان عضو پارلمان اروپا مشغول به کار است.

## سنین جوانی و تحصیل
نیومن از سال ۲۰۰۲ تا ۲۰۰۷ در دانشگاه فنی ایلمناو به تحصیل در زمینهٔ مطالعات رسانه‌ای، و از سال ۲۰۰۸ تا ۲۰۱۲ در دانشگاه آزاد برلین به تحصیل در رشتهٔ علوم سیاسی مشغول بود. او در طول تحصیلات خود از سال ۲۰۰۴ تا ۲۰۰۵ یک سال را در خارج از کشور در دانشگاه آتنئو دی مانیل گذراند.

## حرفه
نیومن به‌عنوان دستیار قانونگذاری تام کونیگز (۲۰۱۳–۲۰۱۴) و به‌عنوان رئیس دفتر امید نوری‌پور (۲۰۱۴–۲۰۱۶) در بوندستاگ آلمان مشغول به کار بوده‌است.
نیومن از زمان انتخابات ۲۰۱۹ پارلمان اروپا تاکنون عضو پارلمان اروپا بوده‌است. او از آن زمان تاکنون در کمیته فرعی حقوق بشر و کمیته فرعی امنیت و دفاع مشغول به کار بوده‌است. علاوه بر این، او به عنوان جانشین در کمیته امور خارجه نیز فعالیت می‌کند. در سال ۲۰۲۲، او به کمیتهٔ تحقیق این پارلمان پیوست تا استفاده از جاسوس‌افزار پگاسوس و جاسوس‌افزارهای نظارتی معادل آن را مورد بررسی قرار دهد.
نیومن علاوه بر مسؤولیت‌هایش در کمیته‌های مختلف، ریاست هیئت پارلمانی برای روابط با شبه‌جزیره عربستان را نیز بر عهده دارد و عضو گروه‌های بین گروهی پارلمان اروپا برای مبارزه با نژادپرستی و دگراندیشی، بین گروهی پارلمان اروپا برای حقوق ال‌جی‌بی‌تی‌ها، و بین گروهی پارلمان اروپا برای مبارزه با فساد است.
در مذاکراتی که برای تشکیل یک ائتلاف چراغ راهنمایی از حزب سوسیال دموکرات (SPD) انجام شد، حزب سبز و حزب دموکرات آزاد (FDP) پس از انتخابات فدرال ۲۰۲۱، نیومن بخشی از هیئت نمایندگی حزب خود در گروه کاری سیاست خارجی، دفاع، همکاری‌های توسعه‌محور و حقوق بشر به ریاست مشترک هایکو ماس، امید نوری‌پور و الکساندر گراف لمبسدورف بود.

## سایر فعالیت‌ها
- شورای روابط خارجی آلمان (DGAP)، عضو هیئت رئیسه (از سال ۲۰۱۹)[۱۱]
- عضو شورای مشورتی بنیاد برگوف[۱۲]

## مواضع سیاسی
در مهٔ ۲۰۲۱، نیومن به گروهی متشکل از ۳۹ قانون‌گذار عمدتاً از حزب سبز از پارلمان اروپا پیوست که طی نامه‌ای از رهبران آلمان، فرانسه و ایتالیا خواستند به‌دلیل نگرانی‌های موجود پیرامون تغییرات اقلیمی، از پروژهٔ ال‌ان‌جی ۲ قطب شمال، که پروژه‌ای به ارزش ۲۱ میلیارد دلار برای استخراج گاز طبیعی مایع در قطب شمال (LNG) بود، حمایت نکنند.